# Karbeyaz, Altınözü
Karbeyaz là một thị trấn thuộc huyện Altınözü, tỉnh Hatay, Thổ Nhĩ Kỳ. Dân số thời điểm năm 2011 là 1.584 người.